# Kloasongvägg

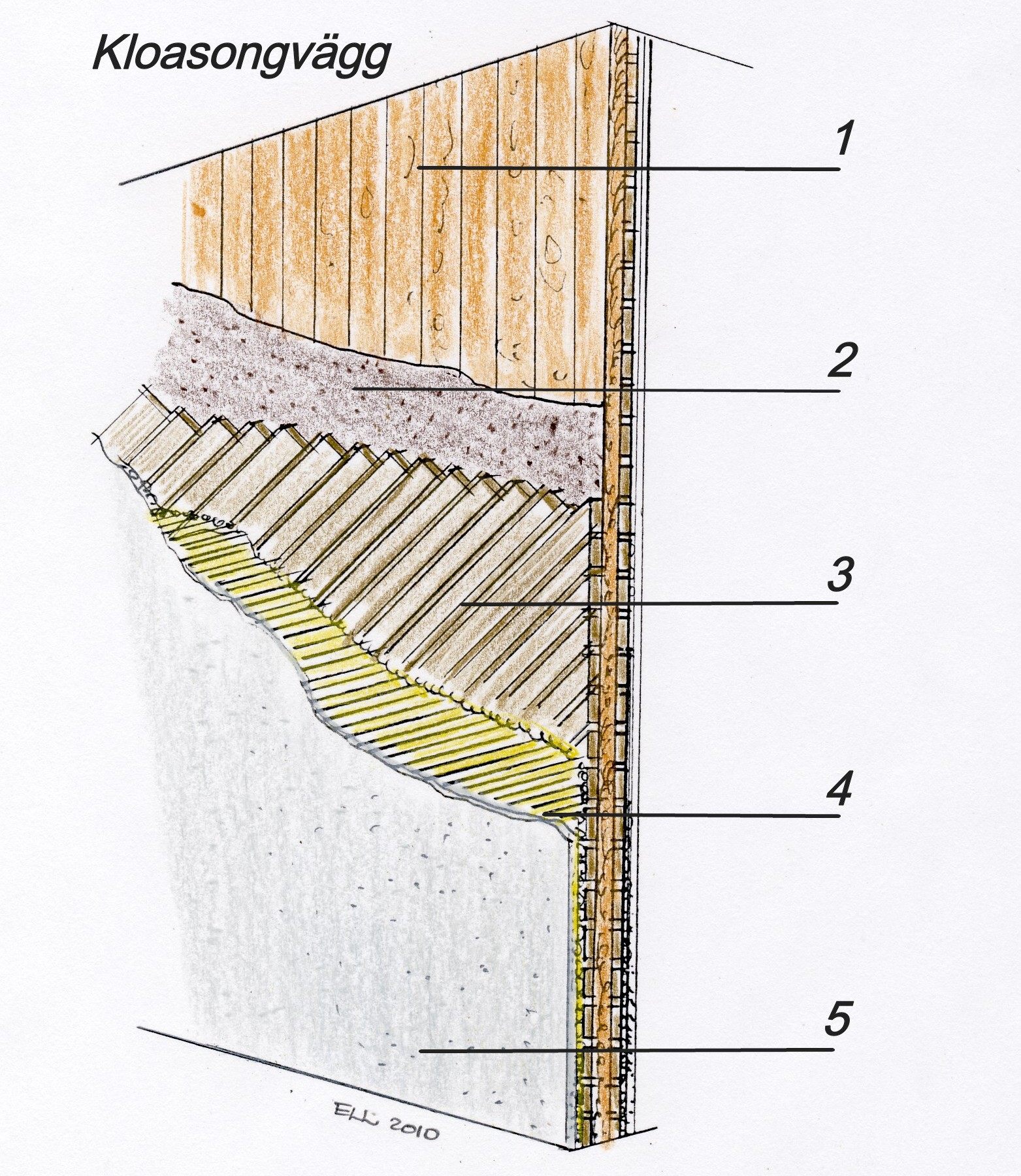
Uppbyggnad av en kloasongvägg.
1: Plankstomme, 2: Papp (eventuellt), 3: Diagonal spräckpanel, 4: Röring av vassmatta, 5: Puts.

Kloasongvägg, även kallad vassvägg, är en äldre typ av brandhämmande innervägg.  Ordet härrör från franskan cloison som betyder skiljevägg, brädvägg.
En kloasonvägg består av en plankstomme med spräckpanel på båda sidor (ohyvlade, kantskurna bräder, som spikas glest och diagonalt på stomme av plank), en så kallad röring på båda sidor (vassmatta som putsbärare) och slutligen puts på båda sidor. Ibland lades även papp mellan plank och spräckpanelen. 
En så kallad "enkel kloasongvägg" består av en plankstomme med liggande bräder på båda sidor och pappspänning på båda sidor. Väggen är då inte brandhämmande. Konstruktionen ställdes direkt på en golvbjälke. Metoden användes fram till 1940-talet.